# سان میگوئل دل مونته
سان میگوئل دل مونته (به اسپانیایی: Monte) یک منطقهٔ مسکونی در آرژانتین است که در بخش د مونت واقع شده‌است. سان میگوئل دل مونته ۱۳٬۳۸۴ نفر جمعیت دارد.